# Wilhelm von Tegetthoff
Wilhelm von Tegetthoff  (né le 23 décembre 1827 à Maribor - mort le 7 avril 1871 à Vienne) est un amiral de la marine impériale autrichienne. Il commanda la flotte de la Mer du Nord, lors de la guerre des Duchés de 1864, et la guerre austro-prussienne de 1866. Il est souvent considéré comme un des meilleurs officiers de marine de la fin du XIXe siècle, du fait de son inventivité tactique et de son sens du commandement. 

## Biographie

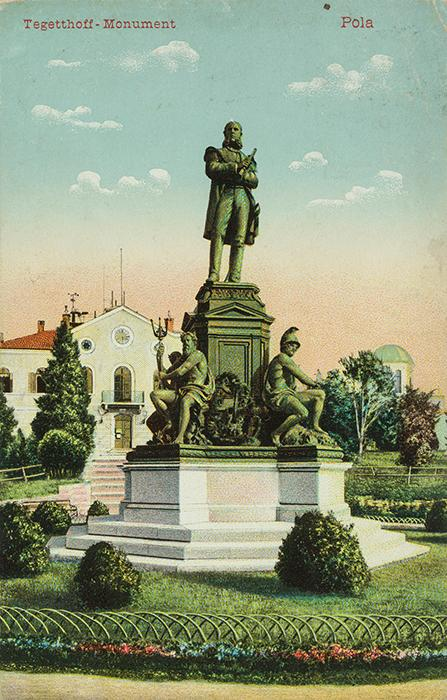
Carl Kundmann, Monument Wilhelm von Tegetthoff, 1877, Pula, transféré à Graz en 1935.

Descendant d'une famille de la noblesse westphalienne, fils du lieutenant-colonel Karl von Tegetthoff, il entre au collège maritime de Venise, le 23 juillet 1845. Il embarque sur un navire de ligne, dès sa sortie d'école, le 16 avril 1849, et participe au blocus autrichien de Venise, le 4 août. Il est promu lieutenant de vaisseau, le 16 juin 1851, et capitaine de corvette, le 16 novembre 1852. Il devient officier d'état-major, en décembre 1857 et passe au rang de  capitaine de frégate, le 27 avril 1860 puis de capitaine de vaisseau le 23 novembre 1861. En 1862, on lui confie le commandement de l'escadre du Levant. Il part ensuite pour la mer du Nord. Bien que battu, à la bataille de Heligoland à la tête des forces austro-prussiennes, il obtient quand même son grade de contre-amiral et le commandement de la flotte austro-hongroise, le 9 mai 1866, juste avant le déclenchement des hostilités contre l'Italie, lors de la guerre austro-prussienne. Malgré la supériorité italienne, il mène un raid de reconnaissance contre Ancône, le 27 juin, et s'oppose à la tentative de débarquement sur l'île de Vis, en provoquant et gagnant une brillante victoire à la bataille de Lissa. Accueilli en héros, il tombe malade en se rendant en Autriche et meurt brusquement le 7 avril 1871.